# Waldeck-Bergheim
Waldeck-Bergheim was de naam van een hoog-adellijke familie in Duitsland.
In 1685 was in Waldeck-Pyrmont de primogenituur ingevoerd, zodat het land niet langer verdeeld kon worden onder verschillende takken van de dynastie. Wel werd de mogelijkheid van een secundogenituur vastgesteld, maar dan op basis van particulier bezit. 
In 1706 volgde vorst Anton Ulrich zijn vader Christiaan Lodewijk op. Zijn jongere halfbroer Hendrik Georg kreeg het binnen het graafschap Waldeck gelegen slot Bergheim als domein. Na zijn dood zonder nakomelingen in 1736 werd hij opgevolgd door zijn jongere broer Josias van Waldeck (1696-1763). Deze graaf was de stamvader van het huis Waldeck-Bergheim.
Door het huwelijk van Josias met Dorothea van Solms-Assenheim kreeg de familie in 1774 ook een aandeel in het extreem verdeelde graafschap Limpurg-Gaildorf. Deze bezitting kwam in 1888 als heerlijkheid Waldeck-Limpurg aan de familie Bentinck ten gevolge van het huwelijk in 1878 van gravin Helena van Waldeck-Bergheim met graaf Karel Bentinck.
Het huis Waldeck-Bergheim stierf op 23 februari 1934 uit met de dood van graaf Adalbert.